# La trompetilla acústica
La trompetilla acústica (The Hearing Trumpet) es una novela escrita por  Leonora Carrington en los años de 1940. 
Fue traducida al francés por Henri Parisot quien la publicó en la editorial Flammarion en 1974, con una introducción de André Pieyre de Mandiargues. Tres años más tarde, en 1977, se publicó en español, en Monte Ávila Editores y en inglés, en Routledge. En 2017, el Fondo de Cultura Económica publicó una reedición en español, con traducción de Renato Rodríguez, a partir de la versión francesa de 1974.

## Argumento
La narradora, Marion Leatherby, es una mujer de 99 años (en la versión francesa) o de 92 (en la versión inglesa), que  vive en México con la familia de su nieto Galahad. Su mejor amiga, Carmella, es una mujer excéntrica, inspirada en la artista española Remedios Varo, exiliada en México y gran amiga de la autora. Un día, Carmella le regala a Marion una corneta acústica, gracias al cual Marion descubre que Galahad quiere enviarla a un asilo para personas mayores.

## Estilo
La novela combina diferentes técnicas narrativas (relato de sueños, relatos dentro del relato -como la vida de la abadesa Rosalinda-). y ofrece una visión original gracias la heroína, quien rememora su pasado de surrealista y se encuentra sumergida en aventuras delirantes.

## Revisiones
Con un prólogo de Jacqueline Chénieux, esta novela ha sido estudiada por numerosas feministas estadounidenses como Susan Rubin Suleiman, y por el académico británico David Lodge (El Arte de la novela).